# Hooker (rivière)
Pour les articles homonymes, voir Hooker.
La rivière Hooker  (anglais : Hooker River) est un cours d’eau de la région de Canterbury dans l’Île du Sud de la Nouvelle-Zélande. 

## Géographie
Elle s’écoule vers le sud à partir du glacier Hooker, qui s’étale sur les pentes sud du Mont Aoraki/Mont Cook, avant de rejoindre avec la rivière Tasman. La rivière Hooker draine à la fois le glacier Hooker et le glacier Mueller. C’est l’exutoire principal de ces deux importantes masses de glace.